# Izrael az 1968. évi nyári olimpiai játékokon
Izrael a mexikói Mexikóvárosban megrendezett 1968. évi nyári olimpiai játékok egyik részt vevő nemzete volt. Az országot az olimpián 4 sportágban 29 sportoló képviselte, akik érmet nem szereztek.

## Atlétika
Férfi
| Versenyző    | Versenyszám     | Döntő   | Döntő    |
| Versenyző    | Versenyszám     | Idő     | Helyezés |
| ------------ | --------------- | ------- | -------- |
| Shaul Ladany | 50 km gyaloglás | 5:01:06 | 24.      |

Női
| Versenyző      | Versenyszám | Előfutam | Előfutam | Előfutam | Elődöntő | Elődöntő | Elődöntő | Döntő   | Döntő    |
| Versenyző      | Versenyszám | Idő      | Hely.    | Össz.    | Idő      | Hely.    | Össz.    | Idő     | Helyezés |
| -------------- | ----------- | -------- | -------- | -------- | -------- | -------- | -------- | ------- | -------- |
| Channa Shezifi | 400 m       | 56,38    | 7.       | 26.      | kiesett  | kiesett  | kiesett  | kiesett | kiesett  |
| Channa Shezifi | 800 m       | 2:09,23  | 6.       | 16.      | kiesett  | kiesett  | kiesett  | kiesett | kiesett  |

## Labdarúgás
| Izraeli labdarúgócsapat-játékoskeret | Izraeli labdarúgócsapat-játékoskeret                                                                                                 |
| --- | --- |
| - Sragá Bar - Menáhém Belló - George Borba - Itzhak Druker - Itzhak Englander - Feigenbaum - Dávid Karako - Nachman Kastro - Hajím Levin - Shmuel Malika-Aharon | - Cví Rózen - Sámuel Rózentál - Schwager - Giora Spiegel - Mordekáj Spiegler - Rahamim Talbi - Roby Young - Zion Dagmi* - Ichák Sum* |

* - nem játszott csak nevezve volt

### Eredmények
Csoportkör
C csoport
| Csapat       | M | Gy | D | V | G+ | G– | Gk | P |
| ------------ | - | -- | - | - | -- | -- | -- | - |
| Magyarország | 3 | 2  | 1 | 0 | 8  | 2  | +6 | 5 |
| Izrael       | 3 | 2  | 0 | 1 | 8  | 6  | +2 | 4 |
| Ghána        | 3 | 0  | 2 | 1 | 6  | 8  | –2 | 2 |
| Salvador     | 3 | 0  | 1 | 2 | 2  | 8  | –6 | 1 |

| 1968. október 13. |

| Izrael (ISR)                          | 5–3               | Ghána                                                     |
| ------------------------------------- | ----------------- | --------------------------------------------------------- |
| Spigel 11' 75' Faigenbaum 16' 30' 70' | (3–2) Jegyzőkönyv | Jabir 18' 79' Gbadamosi 35' Attuquayefio 60′ Alhassan 89′ |

| León stadion, León Játékvezető: Michel Kitabdjian (FRA) Asszisztensek: Mariano Medina (ESP), Guillermo Velasquez (COL) |

| 1968. október 15. |

| Izrael (ISR)                              | 3–1               | Salvador                  |
| ----------------------------------------- | ----------------- | ------------------------- |
| Talbi 20' Spiegler 44' Bar 85' Drucker 1′ | (2–1) Jegyzőkönyv | Martínez 35' Villalta 67′ |

| León stadion, León Játékvezető: Thompson Badru (NGA) Asszisztensek: Michel Kitabdjian (FRA), Mariano Medina (ESP) |

| 1968. október 17. |

| Magyarország (HUN) | 2–0               | Izrael    |
| ------------------ | ----------------- | --------- |
| Dunai 40' 75'      | (1–0) Jegyzőkönyv | Talbi 58′ |

| Jalisco stadion, Guadalajara Játékvezető: Arturo Yamasaki (MEX) Asszisztensek: Romualdo Arppi Filho (BRA), Alfonso Gonzales Archundia (MEX) |

Negyeddöntő
| 1968. október 20. |

| Bulgária (BUL) * | 1–1 (h. u.)       | Izrael         |
| ---------------- | ----------------- | -------------- |
| Hrisztakiev 5'   | (1–0) Jegyzőkönyv | Faigenbaum 89' |

| León stadion, León Játékvezető: Michel Kitabdjian (FRA) Asszisztensek: Guillermo Velasquez (COL), Thompson Badru (NGR) |

(*) Miután a hosszabbításban sem sikerült egyik csapatnak sem győznie, ezért pénzfeldobással döntötték el a továbbjutás sorsát.
| Csapat       | Helyezés |
| ------------ | -------- |
| Izrael (ISR) | 6.       |

## Sportlövészet
Nyílt
| Versenyző        | Versenyszám           | Pont | Helyezés |
| ---------------- | --------------------- | ---- | -------- |
| Michael Marton   | Szabadpisztoly        | 530  | 47.      |
| Nehemia Sirkis   | Sportpuska, fekvő     | 591  | 28.      |
| Henry Herscovici | Sportpuska, fekvő     | 588  | 45.      |
| Henry Herscovici | Sportpuska, összetett | 1124 | 41.      |
| Zelig Shtroch    | Sportpuska, összetett | 1095 | 51.      |

## Úszás
Férfi
| Versenyző       | Versenyszám    | Előfutam | Előfutam | Előfutam | Elődöntő | Elődöntő | Elődöntő | Döntő   | Döntő    |
| Versenyző       | Versenyszám    | Idő      | Hely.    | Össz.    | Idő      | Hely.    | Össz.    | Idő     | Helyezés |
| --------------- | -------------- | -------- | -------- | -------- | -------- | -------- | -------- | ------- | -------- |
| Amnon Krauz     | 100 m gyors    | 57,2     | 6.       | 43.      | kiesett  | kiesett  | kiesett  | kiesett | kiesett  |
| Amnon Krauz     | 200 m gyors    | 2:09,3   | 5.       | 41.*     |          |          |          | kiesett | kiesett  |
| Yohan Kende     | 100 m mell     | 1:12,3   | 6.       | 28.*     | kiesett  | kiesett  | kiesett  | kiesett | kiesett  |
| Yohan Kende     | 200 m mell     | 2:44,3   | 8.       | 31.      |          |          |          | kiesett | kiesett  |
| Gershon Shefa   | 200 m mell     | 2:42,6   | 7.       | 28.*     |          |          |          | kiesett | kiesett  |
| Gershon Shefa   | 200 m vegyes   | 2:26,6   | 5.       | 32.      |          |          |          | kiesett | kiesett  |
| Gershon Shefa   | 400 m vegyes   | 5:22,6   | 7.       | 30.      |          |          |          | kiesett | kiesett  |
| Avraham Melamed | 100 m pillangó | 59,4     | 3.       | 9.       | 59,6     | 4.       | 11.*     | kiesett | kiesett  |
| Avraham Melamed | 200 m pillangó | 2:15,4   | 3.       | 15.      |          |          |          | kiesett | kiesett  |

Női
| Versenyző    | Versenyszám    | Előfutam | Előfutam | Előfutam | Elődöntő | Elődöntő | Elődöntő | Döntő   | Döntő    |
| Versenyző    | Versenyszám    | Idő      | Hely.    | Össz.    | Idő      | Hely.    | Össz.    | Idő     | Helyezés |
| ------------ | -------------- | -------- | -------- | -------- | -------- | -------- | -------- | ------- | -------- |
| Shlomit Nir  | 100 m mell     | 1:20,9   | 3.       | 19.*     | kiesett  | kiesett  | kiesett  | kiesett | kiesett  |
| Shlomit Nir  | 200 m mell     | 2:58,5   | 5.       | 23.      |          |          |          | kiesett | kiesett  |
| Yvonne Tobis | 100 m pillangó | 1:12,0   | 3.       | 19.      | kiesett  | kiesett  | kiesett  | kiesett | kiesett  |
| Yvonne Tobis | 200 m vegyes   | 2:41,0   | 4.       | 20.*     |          |          |          | kiesett | kiesett  |
| Yvonne Tobis | 400 m vegyes   | 5:53,8   | 6.       | 21.      |          |          |          | kiesett | kiesett  |

* - egy másik versenyzővel azonos időt ért el